# مشمش، جبیل
مشمش (به عربی: مشمش) یک منطقهٔ مسکونی در لبنان است که در شهرستان جبیل واقع شده‌است.
 مشمش   ۱٬۲۰۰ متر بالاتر از سطح دریا واقع شده‌است.